# Gauliga Niedersachsen 1935/36
De Gauliga Niedersachsen 1935/36 was het derde voetbalkampioenschap van de Gauliga Niedersachsen. VfB Peine werd terug in de Gauliga opgenomen, hoewel het vorig seizoen geen promotie afgedwongen had, omdat de club de degradatie met succes aangevochten had na onregelmatigheden. Werder Bremen werd kampioen en plaatste zich voor de eindronde om de Duitse landstitel, waar de club in de groepsfase uitgeschakeld werd.

## Eindstand
| Plaats | Club                      | Wed. | W  | G | V  | Saldo | Ptn.  |
| ------ | ------------------------- | ---- | -- | - | -- | ----- | ----- |
| 1.     | SV Werder Bremen          | 20   | 13 | 3 | 4  | 44:22 | 29:11 |
| 2.     | Hannoverscher SV 96       | 20   | 11 | 4 | 5  | 57:32 | 26:14 |
| 3.     | SV Algermissen 11         | 20   | 11 | 2 | 7  | 44:37 | 24:16 |
| 4.     | SV Eintracht Braunschweig | 20   | 10 | 3 | 7  | 52:43 | 23:17 |
| 5.     | VfB 1904 Peine            | 20   | 9  | 5 | 6  | 36:34 | 23:17 |
| 6.     | SV Arminia Hannover       | 20   | 9  | 4 | 7  | 43:38 | 22:18 |
| 7.     | FC Borussia 04 Harburg    | 20   | 8  | 3 | 9  | 43:44 | 19:21 |
| 8.     | VfR 1907 Harburg          | 20   | 8  | 2 | 10 | 46:52 | 18:22 |
| 9.     | RSV 06 Hildesheim         | 20   | 6  | 5 | 9  | 28:38 | 17:23 |
| 10.    | VfB Komet 1896 Bremen     | 20   | 5  | 4 | 11 | 23:49 | 14:26 |
| 11.    | VfL Osnabrück             | 20   | 1  | 3 | 16 | 26:53 | 5:35  |

|  | Kampioen   |
|  | Degradatie |

## Promotie-eindronde

### Groep I
| Plaats | Club                 | Wed. | Saldo | Ptn. |
| ------ | -------------------- | ---- | ----- | ---- |
| 1.     | FV 1909 Wilhelmsburg | 4    | 11:6  | 4:4  |
| 2.     | VfB Oldenburg        | 4    | 7:9   | 4:4  |
| 3.     | VfB Schinkel         | 4    | 9:12  | 4:4  |

|  | Promotie |

### Groep II
| Plaats | Club                        | Wed. | Saldo | Ptn. |
| ------ | --------------------------- | ---- | ----- | ---- |
| 1.     | 1. SC Göttingen 05          | 6    | 18:12 | 9:3  |
| 2.     | Miltär SV Bückeburger Jäger | 6    | 13:11 | 6:6  |
| 3.     | VfB 04 Braunschweig         | 6    | 15:12 | 6:6  |
| 4.     | SC Harsum                   | 6    | 12:23 | 3:9  |